# Campionati mondiali di slittino 2020
I Campionati mondiali di slittino 2020 sono stati la quarantanovesima edizione della rassegna iridata dello slittino, manifestazione organizzata negli anni non olimpici dalla Federazione Internazionale Slittino; si tennero dal 14 al 16 febbraio 2020 a Soči, in Russia, sulla pista Sliding Center Sanki, la stessa sulla quale si svolsero le competizioni ai giochi olimpici di Soči 2014, e furono disputate gare in sette differenti specialità: nel singolo uomini, nel singolo donne, nel doppio, nella prova a squadre e nelle tre specialità dello sprint: la gara dedicata agli uomini, quella delle donne e quella dei doppi. La città situata sulle rive del Mar Nero ha quindi ospitato la rassegna mondiale per la prima volta.
Vincitrice del medagliere fu la squadra russa, capace di ottenere cinque titoli su sette e otto medaglie sulle ventuno assegnate in totale: quelle d'oro furono conquistate da Ekaterina Katnikova sia nel singolo che nel singolo sprint, da Roman Repilov, anch'egli vincitore di entrambe le prove individuali e da Aleksandr Denis'ev e Vladislav Antonov per quanto riguarda la prova del doppio sprint; nella gara del doppio la vittoria andò invece ai rappresentanti della nazionale tedesca Toni Eggert e Sascha Benecken e il titolo nella prova a squadre andò ugualmente alla formazione tedesca composta da Julia Taubitz, Johannes Ludwig, Toni Eggert e Sascha Benecken.
Tra i protagonisti della rassegna iridata, con due medaglie d'oro conquistate, vi furono i russi Katnikova e Repilov e i tedeschi Eggert e Benecken; gli altri ad aver vinto due medaglie sono stati la tedesca Taubitz e i russi Denis'ev e Antonov; nessuno è infatti riuscito a salire sul podio per tre volte.
Anche in questa edizione, come ormai da prassi iniziata nella rassegna di Cesana Torinese 2011, furono assegnati i titoli mondiali under 23 premiando gli atleti meglio piazzati nelle tre gare del singolo uomini, del singolo donne e del doppio che non avevano ancora compiuto il ventitreesimo anno di età.

## Singolo donne
La gara fu disputata il 15 febbraio 2020 nell'arco di due manches e presero parte alla competizione 29 atlete in rappresentanza di 15 differenti nazioni; campionessa uscente era la tedesca Natalie Geisenberger, non presente alla competizione, e il titolo fu conquistato dalla russa Ekaterina Katnikova, al suo primo trionfo iridato nel singolo nonché alla sua seconda medaglia in assoluto dopo quella d'oro ottenuta il giorno prima nel singolo sprint, davanti alla tedesca Julia Taubitz, che fu argento anche nella precedente edizione, e all'altra atleta russa Viktorija Demčenko, anch'ella alla sua prima medaglia iridata nel singolo.
Julia Taubitz stabilì inoltre il nuovo record del tracciato nella seconda discesa con il tempo di 49"601.
La speciale classifica riservata alle under 23 vide primeggiare la tedesca Anna Berreiter sulla connazionale Cheyenne Rosenthal e l'austriaca Madeleine Egle, rispettivamente seconda e terza classificata.
| Pos. | Atlete              | Nazione     | 1ª manche | 2ª manche   | Totale   | Distacco |
| ---- | ------------------- | ----------- | --------- | ----------- | -------- | -------- |
|      | Ekaterina Katnikova | Russia      | 49"755    | 49"643      | 1'39"398 | –        |
|      | Julia Taubitz       | Germania    | 49"891    | 49"601 (TR) | 1'39"492 | +0"094   |
|      | Viktorija Demčenko  | Russia      | 49"828    | 49"709      | 1'39"357 | +0"139   |
| 4    | Kendija Aparjode    | Lettonia    | 49"955    | 49"871      | 1'39"826 | +0"428   |
| 5    | Tat'jana Ivanova    | Russia      | 50"172    | 49"665      | 1'39"837 | +0"439   |
| 6    | Anna Berreiter      | Germania    | 49"920    | 49"958      | 1'39"878 | +0"480   |
| 7    | Summer Britcher     | Stati Uniti | 50"022    | 49"943      | 1'39"965 | +0"567   |
| 8    | Cheyenne Rosenthal  | Germania    | 50"079    | 49"966      | 1'40"045 | +0"647   |
| 9    | Ulla Zirne          | Lettonia    | 50"073    | 49"984      | 1'40"057 | +0"659   |
| 10   | Andrea Vötter       | Italia      | 50"008    | 50"053      | 1'40"061 | +0"663   |

Note: in grassetto il miglior tempo di manche. TR = record del tracciato.

## Singolo uomini
La gara fu disputata il 16 febbraio 2020 nell'arco di due manches e presero parte alla competizione 34 atleti in rappresentanza di 15 differenti nazioni; campione uscente nonché detentore di sei titoli mondiali di specialità era il tedesco Felix Loch, il quale concluse la prova al non posto, e il titolo fu conquistato dal russo Roman Repilov, vincitore il giorno prima anche nel singolo sprint e al suo primo trionfo iridato nel singolo avendo già vinto l'argento a Innsbruck 2017, davanti agli austriaci Jonas Müller, vincitore nel singolo sprint nella precedente edizione e alla sua prima medaglia nella specialità principale, e Wolfgang Kindl, già campione del mondo in entrambe le discipline individuali nel 2017 e alla sua terza medaglia di bronzo nel singolo dopo quelle vinte nel 2015 e nel 2016.
L'austriaco David Gleirscher stabilì inoltre il nuovo record del tracciato nella prima discesa con il tempo di 51"466, non riuscendo tuttavia a concludere la seconda.
La speciale classifica riservata agli under 23 vide primeggiare l'austriaco Jonas Müller, già argento nella gara senior, sul lettone Kristers Aparjods e lo statunitense Jonathan Gustafson, rispettivamente secondo e terzo classificato.
| Pos. | Atleti               | Nazione  | 1ª manche | 2ª manche | Totale   | Distacco |
| ---- | -------------------- | -------- | --------- | --------- | -------- | -------- |
|      | Roman Repilov        | Russia   | 51"513    | 51"586    | 1'43"099 | –        |
|      | Jonas Müller         | Austria  | 51"564    | 51"567    | 1'43"131 | +0"032   |
|      | Wolfgang Kindl       | Austria  | 51"646    | 51"655    | 1'43"301 | +0"202   |
| 4    | Johannes Ludwig      | Germania | 51"539    | 51"786    | 1'43"325 | +0"226   |
| 5    | Kristers Aparjods    | Lettonia | 51"768    | 51"614    | 1'43"382 | +0"283   |
| 6    | Aleksandr Gorbacevič | Russia   | 51"610    | 51"811    | 1'43"421 | +0"322   |
| 7    | Semën Pavličenko     | Russia   | 51"663    | 51"790    | 1'43"453 | +0"354   |
| 8    | Kevin Fischnaller    | Italia   | 51"762    | 51"760    | 1'43"522 | +0"423   |
| 9    | Felix Loch           | Germania | 51"726    | 51"817    | 1'43"543 | +0"444   |
| 10   | Dominik Fischnaller  | Italia   | 51"878    | 51"706    | 1'43"584 | +0"485   |

Note: in grassetto il miglior tempo di manche.

## Doppio
La gara fu disputata il 15 febbraio 2020 nell'arco di due manches e presero parte alla competizione 38 atleti in rappresentanza di 11 differenti nazioni; campioni uscenti erano i tedeschi Toni Eggert e Sascha Benecken, che riuscirono a conquistare il loro terzo titolo consecutivo dopo quelli vinti  nella precedente edizione e in quella di Innsbruck 2017, davanti ai russi Aleksandr Denis'ev e Vladislav Antonov, vincitori il giorno prima della gara del doppio sprint e alla loro prima medaglia nella specialità biposto principale, e agli altri tedeschi Tobias Wendl e Tobias Arlt, a loro volta già campioni del mondo a Whistler 2013, Sigulda 2015 e Schönau am Königssee 2016 e argento nelle ultime due edizioni.
La speciale classifica riservata agli under 23 vide primeggiare i russi Vsevolod Kaškin e Konstantin Koršunov sugli italiani Ivan Nagler e Fabian Malleier e i kazaki Andrej Šander e Semën Mikov, rispettivamente secondi e terzi classificati.
| Pos. | Atleti                               | Nazione  | 1ª manche | 2ª manche | Totale   | Distacco |
| ---- | ------------------------------------ | -------- | --------- | --------- | -------- | -------- |
|      | Toni Eggert Sascha Benecken          | Germania | 49"568    | 49"816    | 1'39"384 | –        |
|      | Aleksandr Denis'ev Vladislav Antonov | Russia   | 49"723    | 49"765    | 1'39"488 | +0"104   |
|      | Tobias Wendl Tobias Arlt             | Germania | 49"688    | 49"838    | 1'39"526 | +0"142   |
| 4    | Vsevolod Kaškin Konstantin Koršunov  | Russia   | 49"774    | 49"813    | 1'39"587 | +0"203   |
| 5    | Emanuel Rieder Simon Kainzwaldner    | Italia   | 49"842    | 49"842    | 1'39"684 | +0"300   |
| 6    | Vladislav Južakov Jurij Prochorov    | Russia   | 49"875    | 49"845    | 1'39"720 | +0"336   |
| 7    | Oskars Gudramovičs Pēteris Kalniņš   | Lettonia | 50"022    | 49"921    | 1'39"943 | +0"559   |
| 8    | Ivan Nagler Fabian Malleier          | Italia   | 50"010    | 50"071    | 1'40"081 | +0"697   |
| 9    | Robin Geueke David Gamm              | Germania | 50"001    | 50"137    | 1'40"138 | +0"754   |
| 10   | Andris Šics Juris Šics               | Lettonia | 50"441    | 49"700    | 1'40"141 | +0"757   |

Note: in grassetto il miglior tempo di manche.

## Gara a squadre
La gara fu disputata il 16 febbraio 2020 e ogni squadra nazionale prese parte alla competizione con una sola formazione; nello specifico la prova vide la partenza di una "staffetta" composta da una singolarista donna e un singolarista uomo, nonché da un doppio per ognuna delle 11 formazioni in gara, che scesero lungo il tracciato consecutivamente senza interruzione dei tempi tra un atleta e l'altro; il tempo totale così ottenuto laureò campione la nazionale tedesca di Julia Taubitz, Johannes Ludwig, Toni Eggert e Sascha Benecken davanti alla squadra lettone formata da Kendija Aparjode, Kristers Aparjods, Andris Šics e Juris Šics e a quella statunitense composta da Summer Britcher, Tucker West, Chris Mazdzer e Jayson Terdiman.
La compagine tedesca stabilì inoltre il nuovo record del tracciato con il tempo di 2'44"213.
| Pos.   | Nazione                                                                  | Atlete/i                                                                     | Totale        | Distacco |
| ------ | ------------------------------------------------------------------------ | ---------------------------------------------------------------------------- | ------------- | -------- |
|        | Germania                                                                 | Julia Taubitz Johannes Ludwig Toni Eggert / Sascha Benecken                  | 2'44"213 (TR) | –        |
|        | Lettonia                                                                 | Kendija Aparjode Kristers Aparjods Andris Šics / Juris Šics                  | 2'44"534      | +0"321   |
|        | Stati Uniti                                                              | Summer Britcher Tucker West Chris Mazdzer / Jayson Terdiman                  | 2'44"557      | +0"344   |
| 4      | Italia                                                                   | Andrea Vötter Dominik Fischnaller Emanuel Rieder / Simon Kainzwaldner        | 2'44"607      | +0"394   |
| 5      | Austria                                                                  | Madeleine Egle Jonas Müller Yannick Müller / Armin Frauscher                 | 2'45"223      | +1"010   |
| 6      | Slovacchia                                                               | Katarína Šimoňáková Jozef Ninis Tomáš Vaverčák / Matej Zmij                  | 2'46"297      | +2"084   |
| 7      | Polonia                                                                  | Klaudia Domaradzka Mateusz Sochowicz Wojciech Chmielewski / Jakub Kowalewski | 2'46"872      | +2"659   |
| 8      | Corea del Sud                                                            | Aileen Frisch Lim Nam-kyu Park Jin-yong / Cho Jung-myung                     | 2'48"041      | +3"828   |
| 9      | Rep. Ceca                                                                | Michaela Maršíková Michael Lejsek Filip Vejdělek / Zdeněk Pěkný              | 2'50"345      | +6"132   |
|        | Kazakistan                                                               | Tat'jana Sal'nikova Aleksandr Dmitriev Andrej Šander / Semën Mikov           | DSQ           | -        |
| Russia | Ekaterina Katnikova Roman Repilov Aleksandr Denis'ev / Vladislav Antonov | DSQ                                                                          | -             |          |

Note: DSQ = squalificati. TR = record del tracciato,

## Sprint singolo donne
La gara fu disputata il 14 febbraio 2020 in un'unica manche in cui ebbero diritto a partecipare le prime 15 classificate al termine della prova di qualificazione svoltasi la mattina stessa e che vide al via 29 atlete in rappresentanza di 14 differenti nazioni; campione uscente era la tedesca Natalie Geisenberger, non presente alla competizione, e il titolo fu conquistato dalla russa Ekaterina Katnikova, che conquistò la sua prima medaglia in assoluto ai mondiali, davanti alla connazionale Tat'jana Ivanova, per la prima volta sul podio della gara sprint, e alla lettone Elīza Cauce, alla sua prima medaglia iridata individuale.
| Pos. | Atlete              | Nazione     | Tempo  | Distacco |
| ---- | ------------------- | ----------- | ------ | -------- |
|      | Ekaterina Katnikova | Russia      | 31"105 | –        |
|      | Tat'jana Ivanova    | Russia      | 31"113 | +0"008   |
|      | Elīza Cauce         | Lettonia    | 31"142 | +0"037   |
| 4    | Julia Taubitz       | Germania    | 31"159 | +0"054   |
| 5    | Viktorija Demčenko  | Russia      | 31"173 | +0"068   |
| 6    | Kendija Aparjode    | Lettonia    | 31"262 | +0"157   |
| 7    | Summer Britcher     | Stati Uniti | 31"281 | +0"176   |
| 8    | Olesja Michajlenko  | Russia      | 31"287 | +0"182   |
| 9    | Anna Berreiter      | Germania    | 31"292 | +0"187   |
| 10   | Cheyenne Rosenthal  | Germania    | 31"394 | +0"289   |

## Sprint singolo uomini
La gara fu disputata il 14 febbraio 2020 in un'unica manche in cui ebbero diritto a partecipare i primi 15 classificati al termine della prova di qualificazione svoltasi la mattina stessa e che vide al via 34 atleti in rappresentanza di 15 differenti nazioni; campione uscente era l'austriaco Jonas Müller, che concluse la prova al quinto posto, e il titolo fu conquistato dal russo Roman Repilov, già argento nella gara sprint a Innsbruck 2017 e al suo primo oro iridato, davanti all'altro austriaco David Gleirscher, alla sua prima medaglia in assoluto ai mondiali, e all'italiano Dominik Fischnaller, che fu bronzo in entrambe le specialità individuali nell'edizione del 2017.
| Pos. | Atleti               | Nazione    | Tempo  | Distacco |
| ---- | -------------------- | ---------- | ------ | -------- |
|      | Roman Repilov        | Russia     | 34"901 | –        |
|      | David Gleirscher     | Austria    | 34"907 | +0"006   |
|      | Dominik Fischnaller  | Italia     | 34"959 | +0"058   |
| 4    | Aleksandr Gorbacevič | Russia     | 34"970 | +0"069   |
| 5    | Jonas Müller         | Austria    | 34"988 | +0"087   |
| 6    | Maksim Aravin        | Russia     | 34"994 | +0"093   |
| 7    | Kristers Aparjods    | Lettonia   | 35"025 | +0"124   |
| 8    | Wolfgang Kindl       | Austria    | 35"043 | +0"142   |
| 9    | Reinhard Egger       | Austria    | 35"047 | +0"146   |
| 10   | Jozef Ninis          | Slovacchia | 36"087 | +0"186   |

## Sprint doppio
La gara fu disputata il 14 febbraio 2020 in un'unica manche in cui ebbero diritto a partecipare i primi 15 doppi classificati al termine della prova di qualificazione svoltasi la mattina stessa e che vide al via 38 atleti in rappresentanza di 11 differenti nazioni; campioni uscenti erano i tedeschi Toni Eggert e Sascha Benecken, che conclusero la prova al quarto posto, e il titolo fu conquistato dai russi Aleksandr Denis'ev e Vladislav Antonov, alla loro prima medaglia iridata nella specialità biposto, davanti agli italiani Emanuel Rieder e Simon Kainzwaldner, per la prima volta in assoluto sul podio ai mondiali, e all'altra coppia tedesca formata da Tobias Wendl e Tobias Arlt, già campioni del mondo sprint a Schönau am Königssee 2016 e a Innsbruck 2017 e argento nella precedente edizione.
| Pos. | Atleti                                | Nazione     | Tempo  | Distacco |
| ---- | ------------------------------------- | ----------- | ------ | -------- |
|      | Aleksandr Denis'ev Vladislav Antonov  | Russia      | 31"281 | –        |
|      | Emanuel Rieder Simon Kainzwaldner     | Italia      | 31"326 | +0"045   |
|      | Tobias Wendl Tobias Arlt              | Germania    | 31"362 | +0"081   |
| 4    | Toni Eggert Sascha Benecken           | Germania    | 31"363 | +0"082   |
| 5    | Vsevolod Kaškin Konstantin Koršunov   | Russia      | 31"365 | +0"084   |
| 6    | Vladislav Južakov Jurij Prochorov     | Russia      | 31"374 | +0"093   |
| 7    | Andris Šics Juris Šics                | Lettonia    | 31"404 | +0"123   |
| 8    | Yannick Müller Armin Frauscher        | Austria     | 31"447 | +0"166   |
| 9    | Chris Mazdzer Jayson Terdiman         | Stati Uniti | 31"534 | +0"253   |
| 10   | Wojciech Chmielewski Jakub Kowalewski | Polonia     | 31"880 | +0"599   |

## Medagliere
| Pos.   | Nazione     | Oro | Argento | Bronzo | Totale |
| ------ | ----------- | --- | ------- | ------ | ------ |
| 1      | Russia      | 5   | 2       | 1      | 8      |
| 2      | Germania    | 2   | 1       | 2      | 5      |
| 3      | Austria     | 0   | 2       | 1      | 3      |
| 4      | Italia      | 0   | 1       | 1      | 2      |
| 4      | Lettonia    | 0   | 1       | 1      | 2      |
| 6      | Stati Uniti | 0   | 0       | 1      | 1      |
| Totale | Totale      | 7   | 7       | 7      | 21     |